# Paratrogon gallicus
Paratrogon gallicus (лат.) — вымерший вид птиц семейства трогоновые, единственный представитель рода Paratrogon. Данный вид был насекомоядным и плодоядным, наземным (на основе изучения представителей семейства трогоновые). Описан по находкам двух плечевых костей из отложений раннего миоцена Франции.

## Описание
Paratrogon gallicus был летающим видом.